# Université de Strasbourg I
Université de Strasbourg I jest to francuski uniwersytet publiczny z siedzibą w mieście Strasburgu. Uczelnia jest popularnie nazywana ULP albo Strasbourg I. Na uniwersytecie uczy się ponad 19 000 studentów w tym około 3 000 pochodzących z wymiany międzynarodowej. Uczelnia jest znaną instytucją kształcącą uczniów głównie w kierunkach medycznych, technicznych oraz nauk przyrodniczych.
Uniwersytet został założony w 1970 roku i stanowi jedną z trzech uczelni wchodzących w Strasburgu. Patronem uczelni jest francuski naukowiec Ludwik Pasteur.
W 2006 roku uczelnia zajęła 96 miejsce na liście 100 najlepszych uniwersytetów świata.
Od 1 stycznia 2009 roku uniwersytet już nie istnieje, a jego wydziały są częścią zjednoczonego Uniwersytetu w Strasburgu (Université de Strasbourg, UNISTRA).

## Znani studenci i wykładowcy

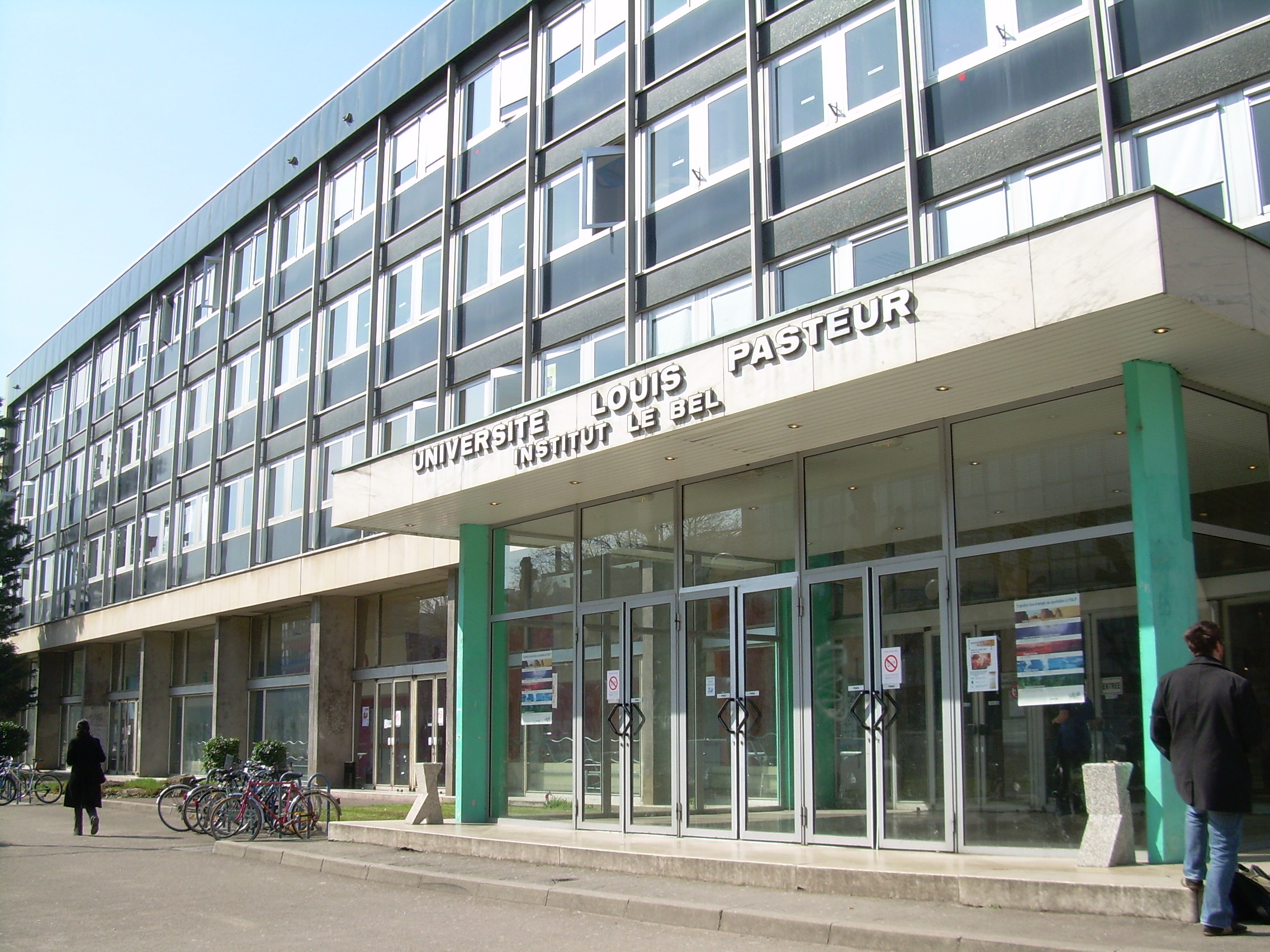
Wydział fizyki na ULP

- Karl Ferdinand Braun – niemiecki fizyk, profesor wydziału fizyki, laureat nagrody Nobla w 1909 roku.
- Albrecht Kossel – niemiecki biochemik, laureat nagrody Nobla w 1910 roku.
- Albert Schweitzer – niemiecki filozof, teolog, lekarz, laureat nagrody Nobla w 1963 roku.
- Jean-Marie Lehn – francuski chemik, laureat nagrody Nobla w 1987 roku.
- René Thom – francuski matematyk, twórca teorii katastrof, laureat medalu Fieldsa w 1958 roku.